# Aron Dotan

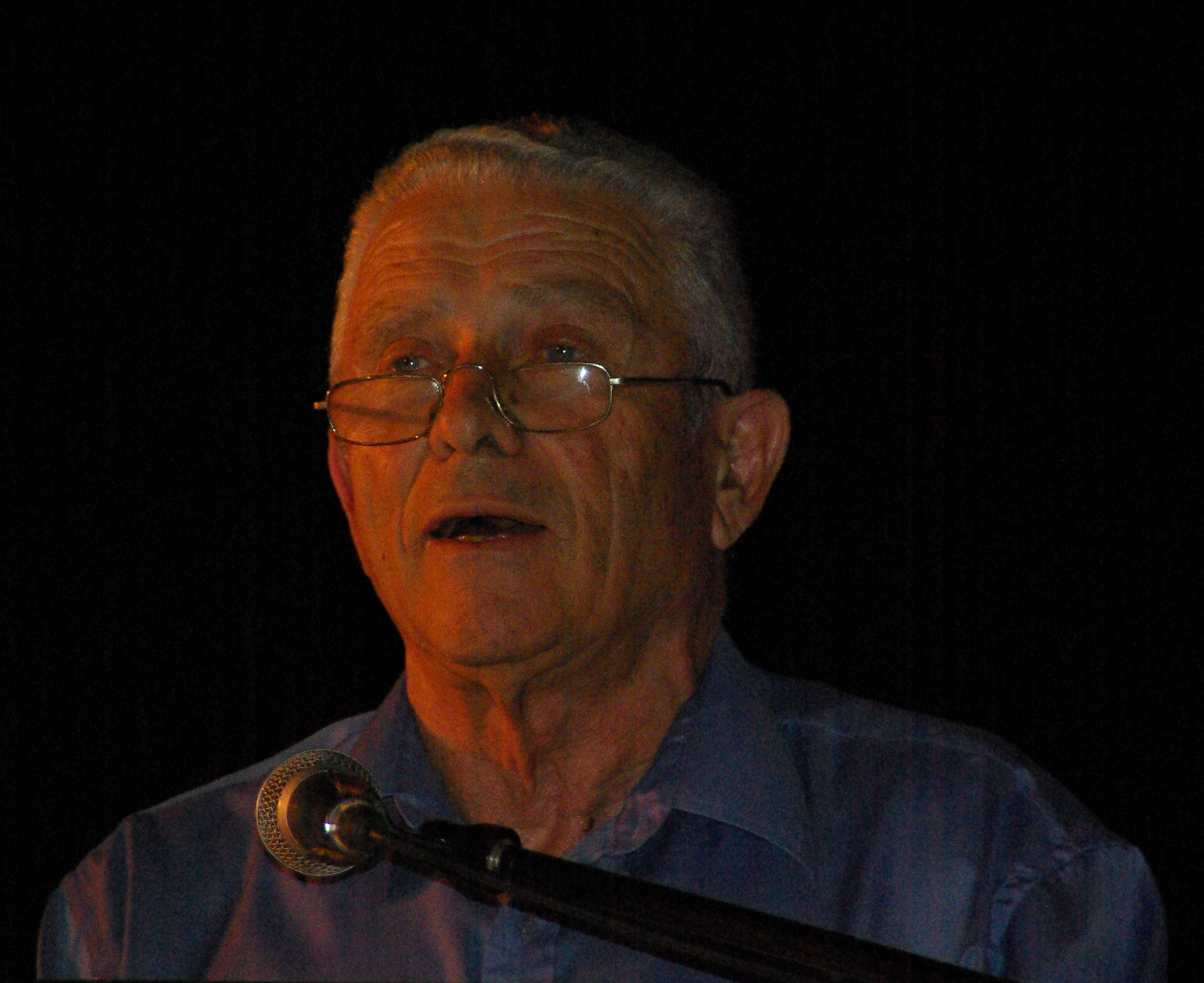
Aron Dotan, 2010

Aron Dotan (hebräisch אַהֲרֹן דּוֹתָן Aharon Dōtan; * 12. Januar 1928 in Stuttgart als Aron Deutscher, häufige alternative Schreibweise des Vornamens: Aharon; † 27. Mai 2022) war ein israelischer Sprachwissenschaftler der hebräischen Sprache. Er wurde 1998 mit dem Bialik-Preis für schöne Literatur und Wissenschaft des Judentums und 2005 mit dem Israel-Preis in der Kategorie Linguistik ausgezeichnet.

## Werdegang
Dotan kam 1934 mit seinen Eltern, Nissan und Chaya Deutscher, aus Deutschland nach Palästina. Er wuchs in Haifa auf. Ab 1947 studierte er an der Hebräischen Universität Jerusalem. Dotans Studium wurde vom Krieg um Israels Unabhängigkeit unterbrochen, in dem er an Kämpfen um Jerusalem teilnahm. Nach dem Krieg setzte er sein Studium in Jerusalem fort. 1963 erwarb Dotan dort einen Ph.D. mit einer Dissertation mit dem Titel Diqduqei ha-Teʿamim le-Rabbi Aaron ben Mosche ben Ascher (hebr.: Buch der Grammatik der Betonungszeichen des Rabbi Aharon ben Mosche ben Ascher).
Bereits ab 1961 gehörte er als Dozent zum Lehrkörper der Universität Tel Aviv, wo er 1969 eine Professur erhielt und bis zu seiner Pensionierung 1996 lehrte. Daneben lehrte er über weite Strecken auch an der Bar-Ilan-Universität und hielt Gastvorlesungen an der Sorbonne, der Yale University und anderen Universitäten. Ab 1966 war er Mitglied der Akademie für die hebräische Sprache.
Dotans Forschungen betrafen in erster Linie die Masora, die Akzentsetzung und Vokalisation des hebräischen Bibeltextes, biblische Manuskripte sowie die frühe Hebräische Grammatik. Mehrere seiner Werke beschäftigen sich mit dem Masoreten Aaron ben Ascher (auch Aaron ben Mosche ben Ascher genannt) aus dem 10. Jahrhundert. Schon seine Dissertation war eine historisch-kritische Ausgabe eines frühen Werks dieses Gelehrten, versehen mit einer Einführung sowie ausführlicher Kommentierung. In seiner 1977 erschienenen Studie Ben Asher’s Creed: A Study of the History of the Controversy widerspricht Dotan der These, Ben Asher sei den Karäern zuzurechnen.
Im Jahre 1973 publizierte Dotan eine Bibel, die sich ausschließlich auf den Codex Leningradensis (B19a) stützte. 2001 erschien eine Neuauflage dieser Bibel mit einer ausführlichen Einleitung in englischer Sprache, die Biblia Hebraica Leningradensia.
Als Dotans wichtigste Arbeit auf dem Feld der hebräischen Grammatik gilt das Buch Or Rishon be-Ḥokhmat ha-Lashon, das 1997 erschienen ist (The Dawn of Hebrew Linguistics). Hierbei handelt es sich um eine kritische Ausgabe von Saʿadia Gaʾons Sefer Zahut Leschon haʿIvrim (hebräisch ספר צחות לשון העברים, auf Arabisch: Kitāb Fasīh Lughat al-ʿIbraniyyīn), die ersten Grammatik für die hebräische Sprache. Neben dem arabischen Originaltext enthält dieses Werk eine mit Anmerkungen versehene Übersetzung ins Hebräische und eine umfangreiche Einführung, in der auch Saʿadias linguistische Methodik beleuchtet wird. Für diese Arbeit wurde Dotan 1998 der Bialik-Preis für schöne Literatur und Wissenschaft des Judentums verliehen.
Neben diesen wichtigsten Werken verfasste Dotan weitere Bücher, Aufsätze und Lexikonartikel (u. a. den Eintrag Masorah in der Encyclopaedia Judaica von 1971).

## Schriften (Auswahl)
- Ben Asher’s creed: a study of the history of the controversy. Scholars Press for the Society of Biblical Literature and the International Organization for Masoretic Studies, Missoula, Mont. 1977.
- (Hrsg.): אור ראשון בחכמת הלשון : ספר צחות לשון העברים (Or rishon be-ḥokhmat ha-lashon: Sefer Tsaḥut leshon ha-ʿIvrim), Jerusalem 1997.
- (Hrsg.): Biblia Hebraica Leningradensia. Hendrickson Publishers, Peabody, MA 2001.